# Distretto di Sam Chai
Il distretto di Sam Chai (in thailandese: สามชัย) è un distretto (amphoe) della Thailandia, situato nella provincia di Kalasin.